# Aeonium lidii
Aeonium lidii är en fetbladsväxtart som beskrevs av Per Øgle Sunding och Kunkel. Aeonium lidii ingår i släktet Aeonium och familjen fetbladsväxter. Inga underarter finns listade i Catalogue of Life.